# Elezioni parlamentari nelle Fær Øer del 2022
Le elezioni parlamentari nelle Fær Øer del 2022 si sono tenute l'8 dicembre per il rinnovo del Løgting, il parlamento autonomo della nazione costitutiva all’interno del Regno di Danimarca.
Essendo state indette in anticipo rispetto alla scadenza della legislatura (prevista per il 2023) in seguito alla caduta dell’esecutivo, esse hanno visto il Partito dell'Uguaglianza (JF), guidato dall'ex-Primo ministro Aksel V. Johannesen, emergere vincitore, ricevendo la percentuale di voti più alta di qualsiasi partito dalle elezioni del 1990, mentre il Partito dell'Autodeterminazione ha perso la sua rappresentanza nel Løgting per la prima volta dal 1945. 
In virtù di ciò, il 22 dicembre 2022, V. Johannesen è stato nuovamente nominato Primo ministro in un governo di coalizione tra Partito dell'Uguaglianza (JF), Repubblica (E) e Partito del Progresso (F).

## Sistema elettorale
Per le elezioni parlamentari, la legge elettorale faroese prevede l’applicazione di un sistema proporzionale corretto da una soglia di sbarramento pari ad {\displaystyle 1/33} dei voti validi (~3,03%) all’interno di un collegio unico nazionale, con la successiva traduzione delle preferenze in seggi secondo il metodo del quoziente e dei più alti resti.

## Risultati
| Partito dell'Uguaglianza (JF)       | 9 094  | 26,58 | 9  |  |  |  |
| Partito dell'Unione (B)             | 6 834  | 19,98 | 7  |  |  |  |
| Partito Popolare Faroense (A)       | 6 473  | 18,92 | 6  |  |  |  |
| Repubblica (E)                      | 6 057  | 17,71 | 6  |  |  |  |
| Partito del Progresso (F)           | 2 571  | 7,52  | 3  |  |  |  |
| Partito di Centro (M)               | 2 242  | 6,55  | 2  |  |  |  |
| Partito dell'Autodeterminazione (S) | 938    | 2,74  | –  |  |  |  |
| Totale                              | 34 209 | 100   | 33 |  |  |  |
|                                     |        |       |    |  |  |  |
| Voti non validi                     | 147    | 0,43  |    |  |  |  |
| Votanti                             | 34 356 | 88,05 |    |  |  |  |
| Elettori                            | 39 020 |       |    |  |  |  |